# Jaroslav Kovář
Jaroslav Kovář (12 agosto 1944) è un ex cestista cecoslovacco.

## Carriera
Ha partecipato ai Campionati mondiali del 1970.

## Palmarès
- Campionato cecoslovacco: 4

Slavia VŠ Praga: 1964-65, 1965-66, 1969-70, 1970-71
- Coppa delle Coppe: 1

Slavia VŠ Praga: 1968-69